# Fyracle
Fyracle è un database management system relazionale (RDBMS) open source distribuito sotto licenza IPL (Interbase Public License) o IDPL (simile alla Mozilla Public License).
Fyracle è una versione modificata di Firebird SQL che consente il suo utilizzo in sostituzione di Oracle. Supporta la sintassi del linguaggio PL/SQL di Oracle potrà essere utilizzata per effettuare delle query su database Firebird, facilitando il porting di applicazioni Oracle per l'open source.
Fyracle attualmente in grado di eseguire correttamente tutti gli esempi forniti con Oracle 7 con implementazioni successive. L'obiettivo è la piena conformità con Oracle 9.
Una delle applicazioni più utili di questa versione è quella di permettere l'impiego di Firebird con l'ERP Compiere, che è progettato per utilizzare Oracle.

Il sito della Janus software riporta che nessun altro sistema di database proprietari o open source attualmente può farlo.  Nemmeno con l'edizione libera di Oracle 10g XE è possibile eseguire Compiere, perché non è incluso il supporto Java. Inoltre, Firebird-Fyracle è più veloce di Oracle sullo stesso hardware.